# Thiago Moisés
Thiago Henrique Moisés (Campinas, 23 de março de 1995) é um lutador brasileiro de artes marciais mistas, atualmente competindo na divisão leve do Ultimate Fighting Championship.

## Carreira no MMA

### Dana White Contender Series
Moisés fez sua estreia no Tuesday Night Contender Series em 11 de Agosto de 2018. Ele enfrentou Gleidson Moraes e venceu a luta por nocaute. A vitória rendeu a Thiago uma vaga no UFC.

### Ultimate Fighting Championship
Em sua estreia no UFC, Thiago enfrentou Beneil Dariush em 10 de novembro de 2018 no UFC Fight Night: Korean Zombie vs. Rodríguez. Ele perdeu a luta por decisão unânime.
Moisés enfrentou Kurt Holobaugh em 11 de maio de 2019 no UFC 237: Namajunas vs. Andrade. Ele venceu a luta por decisão unânime.
Thiago enfrentou Damir Ismagulov em 31 de agosto de 2019 no UFC Fight Night: Andrade vs. Zhang. Ele perdeu por decisão unânime.
Moises enfrentou Michael Johnson em 13 de maio de 2020 no UFC Fight Night: Smith vs. Teixeira. Ele venceu por finalização com uma chave de calcanhar no segundo round.

## Cartel no MMA
| Cartel no MMA   |             |            |
| 24 lutas        | 15 vitórias | 9 derrotas |
| Por nocaute     | 3           | 1          |
| Por finalização | 6           | 0          |
| Por decisão     | 6           | 8          |

| Res.    | Cartel | Oponente                      | Método                                | Evento                                       | Data       | Round | Tempo | Local                          | Notas                                    |
| ------- | ------ | ----------------------------- | ------------------------------------- | -------------------------------------------- | ---------- | ----- | ----- | ------------------------------ | ---------------------------------------- |
| Derrota | 18–8   | Ľudovít Klein                 | Decisão (unânime)                     | UFC on ESPN: Cannonier vs. Imavov            | 08/06/2024 | 4     | 5:00  | Louisville                     |                                          |
| Vitória | 18–7   | Mitch Ramirez                 | Nocaute técnico (chutes nas pernas)   | UFC Fight Night: Tuivasa vs. Tybura          | 16/03/2024 | 3     | 0:15  | Las Vegas, Nevada              |                                          |
| Derrota | 17–7   | Benoît Saint Denis            | Nocaute técnico (socos)               | UFC Fight Night: Gane vs. Spivac             | 16/09/2023 | 2     | 4:44  | Paris                          |                                          |
| Vitória | 17-6   | Melquizael Costa              | Submissão (manivela facial)           | UFC 283: Teixeira vs. Hill                   | 21/01/2023 | 2     | 4:05  | Rio de Janeiro                 |                                          |
| Vitória | 16-6   | Christos Giagos               | Finalização (mata-leão)               | UFC on ESPN: Tsarukyan vs. Gamrot            | 25/06/2022 | 1     | 3:05  | Enterprise, Nevada             |                                          |
| Derrota | 15-6   | Joel Álvarez                  | Nocaute Técnico (cotoveladas e socos) | UFC Fight Night: Holloway vs. Rodriguez      | 13/11/2021 | 1     | 3:01  | Las Vegas, Nevada              |                                          |
| Derrota | 15-5   | Islam Makhachev               | Finalização (mata leão)               | UFC on ESPN: Makhachev vs. Moisés            | 17/07/2021 | 4     | 2:38  | Las Vegas, Nevada              |                                          |
| Vitória | 15-4   | Alexander Hernandez           | Decisão (unânime)                     | UFC Fight Night: Rozenstruik vs. Gane        | 27/02/2021 | 3     | 5:00  | Las Vegas, Nevada              |                                          |
| Vitória | 14-4   | Bobby Green                   | Decisão (unânime)                     | UFC Fight Night: Hall vs. Silva              | 31/10/2020 | 3     | 5:00  | Las Vegas, Nevada              |                                          |
| Vitória | 13-4   | Michael Johnson               | Finalização (chave de tornozelo)      | UFC Fight Night: Smith vs. Teixeira          | 13/05/2019 | 2     | 0:25  | Jacksonville, Florida          |                                          |
| Derrota | 12-4   | Damir Ismagulov               | Decisão (unânime)                     | UFC Fight Night: Andrade vs. Zhang           | 31/08/2019 | 3     | 5:00  | Shenzhen                       |                                          |
| Vitória | 12-3   | Kurt Holobaugh                | Decisão (unânime)                     | UFC 237: Namajunas vs. Andrade               | 11/05/2019 | 3     | 5:00  | Rio de Janeiro                 |                                          |
| Derrota | 11-3   | Beneil Dariush                | Decisão (unânime)                     | UFC Fight Night: Korean Zombie vs. Rodríguez | 10/11/2018 | 3     | 5:00  | Denver, Colorado               | Estreia no UFC.                          |
| Vitória | 11-2   | Gleidson Moraes               | Nocaute (chute na cabeça)             | Dana White’s Contender Series Brazil 1       | 11/08/2018 | 1     | 4:21  | Las Vegas, Nevada              |                                          |
| Vitória | 10-2   | Jeff Peterson                 | Finalização (guilhotina)              | LFA 41: Moises vs. Peterson                  | 01/06/2018 | 2     | 4:31  | Mystic Lake, Minnesota         |                                          |
| Derrota | 9-2    | Robert Watley                 | Decisão (unânime)                     | LFA 17: Moises vs. Watley                    | 21/07/2017 | 5     | 5:00  | Charlotte, Carolina do Norte   |                                          |
| Vitória | 9-1    | Zach Freeman                  | Decisão (unânime)                     | RFA 44: Moises vs. Freeman                   | 30/09/2016 | 5     | 5:00  | St. Charles, Missouri          | Defendeu o Cinturão Peso Leve do RFA.    |
| Vitória | 8-1    | Jammal Emmers                 | Nocaute Técnico (socos)               | RFA 38: Moises vs. Emmers                    | 03/06/2016 | 5     | 2:52  | Costa Mesa, California         | Defendeu o Cinturão Peso Leve do RFA.    |
| Vitória | 7-1    | David Castillo                | Finalização (chave de braço)          | RFA 35: Moises vs. Castillo                  | 19/02/2016 | 2     | 3:19  | Orem, Utah                     | Ganhou o Cinturão Peso Leve do RFA.      |
| Vitória | 6-1    | Javon Wright                  | Finalização (mata leão)               | RFA 28: Sanchez vs. Poppie                   | 07/08/2015 | 2     | 2:10  | St. Louis, Missouri            |                                          |
| Derrota | 5-1    | Jason Knight                  | Decisão (unânime)                     | Atlas Fights: Cage Rage 25                   | 30/05/2015 | 3     | 5:00  | Biloxi, Mississippi            | Pelo Cinturão Peso Leve do Atlas Fights. |
| Vitória | 5-0    | Francivaldo Soares da Rocha   | Finalização (triângulo)               | Fighten Decagon MMA                          | 11/05/2014 | 3     | 1:58  | Londrina, Paraná               |                                          |
| Vitória | 4-0    | Leonardo de Oliveira Guarizzo | Decisão (unânime)                     | Talent MMA Circuit 2                         | 20/07/2013 | 3     | 5:00  | Indaiatuba, Sao Paulo          |                                          |
| Vitória | 3-0    | José Conceição                | Decisão (unânime)                     | Real Fight 9                                 | 28/07/2013 | 3     | 5:00  | São José dos Campos, São Paulo |                                          |
| Vitória | 2-0    | Dennis Bentes                 | Nocaute (chute na cabeça)             | Eco Combat 2                                 | 22/09/2012 | 1     | 0:23  | Indaiatuba, São Paulo          |                                          |
| Vitória | 1-0    | Wellingon Dias                | Finalização (chave de braço)          | CT Fight                                     | 19/05/2012 | 1     | 2:50  | Indaiatuba, São Paulo          |                                          |